# FA Charity Shield 1982
Lo FA Charity Shield 1982, noto in italiano anche come Supercoppa d'Inghilterra 1982, è stata la 60ª edizione della Supercoppa d'Inghilterra.
Si è svolto il 21 agosto 1982 al Wembley Stadium di Londra tra il Liverpool, vincitore della First Division 1981-1982, e il Tottenham, vincitore della FA Cup 1981-1982.
A conquistare il titolo è stato il Liverpool che ha vinto per 1-0 con rete di Ian Rush.

## Partecipanti
| Squadre   | Qualificazione                           | Partecipazioni precedenti (il grassetto indica la vittoria)   |
| --------- | ---------------------------------------- | ------------------------------------------------------------- |
| Liverpool | Vincitore della First Division 1981-1982 | 10 (1922, 1964,1965,1966, 1971, 1974, 1976, 1977, 1979, 1980) |
| Tottenham | Vincitore della FA Cup 1981-1982         | 7 (1920, 1921, 1951, 1961, 1962, 1967, 1981)                  |

## Tabellino
| Arbitro: | Ashley |

|          |           |  |
| Rush 32’ | Marcatori |  |

| Liverpool | Tottenham |

### Formazioni
| Liverpool:    |    |                    |  |     |
|               |    |                    |  |     |
| P             | 1  | Bruce Grobbelaar   |  |     |
| D             | 2  | Phil Neal          |  |     |
| D             | 4  | Mark Lawrenson     |  |     |
| D             | 6  | Alan Hansen        |  |     |
| D             | 3  | Alan Kennedy       |  |     |
| C             | 8  | Sammy Lee          |  |     |
| C             | 10 | Ronnie Whelan      |  |     |
| C             | 11 | Graeme Souness (c) |  |     |
| C             | 5  | Phil Thompson      |  |     |
| A             | 7  | Kenny Dalglish     |  | 69’ |
| A             | 9  | Ian Rush           |  |     |
| Sostituzioni: |    |                    |  |     |
| A             | 12 | David Hodgson      |  | 69’ |
| Allenatore:   |    |                    |  |     |
| Bob Paisley   |    |                    |  |     |

| Tottenham:       |    |                 |  |          |
|                  |    |                 |  |          |
| P                | 1  | Ray Clemence    |  |          |
| D                | 2  | Gary O'Reilly   |  | Uscita   |
| D                | 3  | Paul Miller     |  |          |
| D                | 4  | John Lacy       |  |          |
| D                | 5  | Chris Hughton   |  |          |
| C                | 8  | Gary Mabbutt    |  |          |
| C                | 6  | Glenn Hoddle    |  |          |
| C                | 7  | Micky Hazard    |  | Uscita   |
| C                | 9  | Tony Galvin     |  |          |
| A                | 10 | Steve Archibald |  |          |
| A                | 11 | Garth Crooks    |  |          |
| Sostituzioni:    |    |                 |  |          |
| C                | 12 | Steve Perryman  |  | Ingresso |
| A                | 14 | Mark Falco      |  | Ingresso |
| Allenatore:      |    |                 |  |          |
| Keith Burkinshaw |    |                 |  |          |